# Jürgen Stenzel
Jürgen Stenzel (* 22. März 1962 in Leer) ist ein deutscher Geisteswissenschaftler der Philosophie und Germanistik sowie Gymnasiallehrer. Er ist vor allem für seine Beschäftigung mit der Person und dem Werk des deutsch-jüdischen Philosophen Constantin Brunner (1862–1937) bekannt. In diesem Zusammenhang übt er den Vorsitz über das Internationaal Constantin Brunner Instituut aus und war bis zu deren Auflösung auch Vorsitzender der Hamburger Constantin-Brunner-Stiftung.

## Werdegang

Der Philosoph Constantin Brunner (1862–1937) wurde und wird von Stenzel umfangreich beforscht.

Zwischen 1984 und 1990 studierte Stenzel Philosophie und Germanistik an den Universitäten Tübingen und Heidelberg. Es folgten zwischen 1990 und 1996 Archivforschungen für das Internationaal Constantin Brunner Instituut (ICBI) zu Den Haag sowie Tätigkeiten in der Erwachsenenbildung. 1993 übernahm er den Vorsitz der Hamburger Constantin-Brunner-Stiftung. In der Zeit von 1996 bis 2001 promovierte er an der Universität Hannover im Fach Philosophie und war nebenher bis 2008 Wissenschaftlicher Mitarbeiter am Institut für Allgemeine und Vergleichende Literaturwissenschaft an der Freien Universität Berlin (DFG-Projekt). Zwischendurch, 2005–2007, erwarb er das Erste und Zweite Staatsexamen für das Lehramt an Gymnasien und ist seit 2008 Lehrer für Deutsch und Philosophie am Max-Planck-Gymnasium Göttingen.

## Publikationen (Auswahl)
- als Hrsg. mit Robert Zimmer: „Was du nicht richtig denkst, das musst du verkehrt leben.“ Ein Constantin Brunner-Lesebuch. Verlag Königshausen & Neumann, Würzburg 2019, ISBN 978-3-8260-6493-7.
- „Die Schlechten sind anders – die Andern sind schlecht!“ Constantin Brunners Antisemitismustheorie. In: Beschreibungsversuche der Judenfeindschaft. Zur Geschichte der Antisemitismusforschung vor 1944, Hans-Joachim Hahn und Olaf Kistenmacher (Hrsg.), de Gruyter, Berlin 2015, ISBN 978-3-11-033905-5.
- als Hrsg. mit Irene Aue-Ben-David und Gerhard Lauer: Constantin Brunner im Kontext. Ein Intellektueller zwischen Kaiserreich und Exil. de Gruyter, Berlin 2014, ISBN 978-3-11-037382-0.
- als Hrsg. mit Irene Aue-Ben David: Constantin Brunner. Ausgewählte Briefe 1884–1937. Wallstein Verlag, Göttingen 2012, ISBN 978-3-8353-1094-0.
- Die Philosophie Constantin Brunners. d. i.: Brunner im Gespräch. Band 7, Verlag Die Blaue Eule, Essen 2003, ISBN 3-89924-024-3.
- Philosophie als Antimetaphysik. Zum Spinozabild Constantin Brunners. d. i. Schriftenreihe der Spinoza-Gesellschaft. Bd. 10, Königshausen & Neumann, Würzburg 2002, ISBN 3-8260-2071-5 (Dissertation).
- Doktor Faustus nach Thomas Mann (szenische Bearbeitung). Uraufführung 23. August 2000 im Apex Göttingen
- ›Ich habe einen Stachel zurückgelassen…‹ In: Beiträge zum Constantin Brunner-Symposion Hamburg 1995, mit einer Einführung hrsg. von Jürgen Stenzel. d. i.: Brunner im Gespräch. Band 4, Verlag Die Blaue Eule, Essen 1995, ISBN 3-89206-712-0.
- Leo Sonntag. Ein jüdisches Emigrantenschicksal, mit einer Einleitung hrsg. von J. Stenzel. d. i.: Brunner im Gespräch. Band 1, Verlag Die Blaue Eule, Essen 1994, ISBN 3-89206-584-5.
- Kein Recht auf Leben. Peter Singers Kritik des Lebensrechtes. d. i.: Kleine Arbeiten zur Philosophie. Bd. 34, Verlag Die Blaue Eule, Essen 1993, ISBN 3-89206-534-9, (Zuvor in: PhAct (Philosophia Activa) 1/91, S. 22–38; 2/91, S. 19–38; 3/91, S. 4–43).